# Corvo-marinho-dos-baixios
O corvo-marinho-dos-baixios (Phalacrocorax neglectus) é uma espécie de ave da família Phalacrocoracidae. É endémico da Namíbia e da costa oeste da África do Sul, vivendo nas águas costeiras e ao redor delas; raramente é registado a mais de 15 km da costa.

## Taxonomia
A espécie é monotípica (não são reconhecidas subespécies).